# DN65E
DN65E este un drum național secundar, care face legătura între Roșiori de Vede și Piatra, Teleorman, sau între DN65A și DN51A.